# Julio Salinas
Julio Salinas Fernández (* 11. September 1962 in Bilbao) ist ein ehemaliger spanischer Fußballspieler, der auf der Position des Stürmers gespielt hat.

## Laufbahn
Salinas begann seine Profikarriere 1982 bei der Mannschaft von Athletic Bilbao, mit der er zweimal die Meisterschaft in der Primera División in den Jahren 1983 und 1984 und einmal die Copa del Rey im Jahr 1984 gewann. 1986 wechselte er zu Atlético Madrid, für die er zwei Jahre lang spielte. 1988 wechselte er zum FC Barcelona, bei dem er seine erfolgreichste Zeit mit vier gewonnenen spanischen Meisterschaften und dem Gewinn des Europapokals der Landesmeister in der Saison 1991/92 hatte. 1994 verließ er Barcelona zu Deportivo La Coruña, mit dem er am Ende der Saison den zweiten Platz hinter Real Madrid belegte. Allerdings verließ er den Verein schon nach einem Jahr, um 1995 zu Sporting Gijón zu gehen. 1997 zog es ihn dann nach Japan zu den Yokohama F. Marinos, bevor er 1998 wieder nach Spanien zurückkehrte, um für Deportivo Alavés zu spielen. Nach der Saison 1999/2000 beendete er schließlich seine aktive Laufbahn.
Salinas bestritt während seiner Karriere 417 Spiele in der spanischen Liga, in denen er 152 Tore erzielte und 47 Spiele in der japanischen Liga, in denen er 34-mal traf.

## Länderspiele
Salinas bestritt zwischen 1986 und 1996 insgesamt 56 Länderspiele für die spanische Nationalmannschaft und konnte in der Zeit 22 Tore erzielen. Sein Debüt gab er am 22. Januar 1986 beim Spiel gegen die Sowjetunion, bei dem er auch gleich ein Tor erzielen konnte. Er nahm an den Weltmeisterschaften 1986, 1990 und 1994 teil.
Sein letztes Spiel in der Nationalmannschaft machte er bei der EM 1996 im Viertelfinalspiel gegen England, als Spanien im Elfmeterschießen ausschied.

## Erfolge
Verein:
- Spanische Meisterschaft (6): 1983, 1984, 1991, 1992, 1993, 1994
- Copa del Rey (3): 1984, 1990, 1995
- Supercopa de España (3): 1984, 1991, 1992
- Europapokal der Landesmeister (1): 1992
- Europapokal der Pokalsieger (1): 1989
- UEFA Super Cup (1): 1992

Nationalmannschaft:
- WM-Teilnahme: 1986 (5 Einsätze, 1 Tor), 1990 (3 Einsätze, 1 Tor), 1994 (4 Einsätze, 1 Tor)
- EM-Teilnahme: 1988 (1 Einsatz), 1996 (2 Einsätze)